# Mistrz Ilustracji Petrarki
Mistrz Ilustracji Petrarki, znany również jako Hans Weiditz (ur. 1495–1500, zm. ok. 1523 lub 1536 w Augsburgu) – niemiecki twórca drzeworytów, rycin i grafik aktywny w latach 1514-1523.

## Geneza przydomku
Swój przydomek zawdzięcza wykonaniu ilustracji do niemieckiego przekładu pracy Petrarki pt. De remediis utriusque fortunae. Ilustracje do pierwszej części artysta ukończył w 1519 roku, a do drugiej w 1520; zostały one wykonane dla augsburskich wydawców Zygmunta Grimma i Marksa Wirsunga, a wydane w Augsburgu pod tytułem Von der Artzney bayder Glück, des guten vnd widerwertigen (O dwojakiem lekarstwa działaniu, dobrym i przykrym) przez Heinricha Steynera. Książka jest zbiorem przykładów różnych zdarzeń z życia człowieka o pozytywnych lub nieprzyjemnych konsekwencjach dla niego samego. W przedmowie do książki podana została informacja, iż przy tworzeniu drzeworytów mistrz korzystał z rad Sebastiana Branta. Wolfgang Hütt nie zgadza się z tą tezą, wykazując, iż 261 rycin powstało w roku 1520, Brant zmarł w 1521, a treść drzeworytów wiąże się z wydarzeniami poprzedzającymi wojnę chłopską, co w wypadku późnego wydania książki (1532 roku) praktycznie uniemożliwia ingerencje Branta w ich treść.   

## Identyfikacja artysty
Na przestrzeni lat wielu historyków sztuki próbowało artystę i jego prace zidentyfikować i przypisać różnym czołowym artystom aktywnym na przełomie XV i XVI wieku. Joachim von Sandrart (1606–1688), malarz i autor jednych z pierwszych słowników artystów, oraz Adam von Bartsch przypisywali jego prace Hansowi Burghmarowi (ilustracje do Petrarki) oraz Dürerowi, i Cranachowi. Inni naukowcy jak W. von Seydlitz identyfikował artystę z monogramistą HW, a Heinrich Röttinger obu artystów zidentyfikował jako jedną osobę pod postacią: Hansa Weiditza. Ten pogląd, choć nie został dowiedziony, w literaturze niemieckojęzycznej nadal funkcjonuje jako prawdziwy.   

## Prace i ich charakterystyka

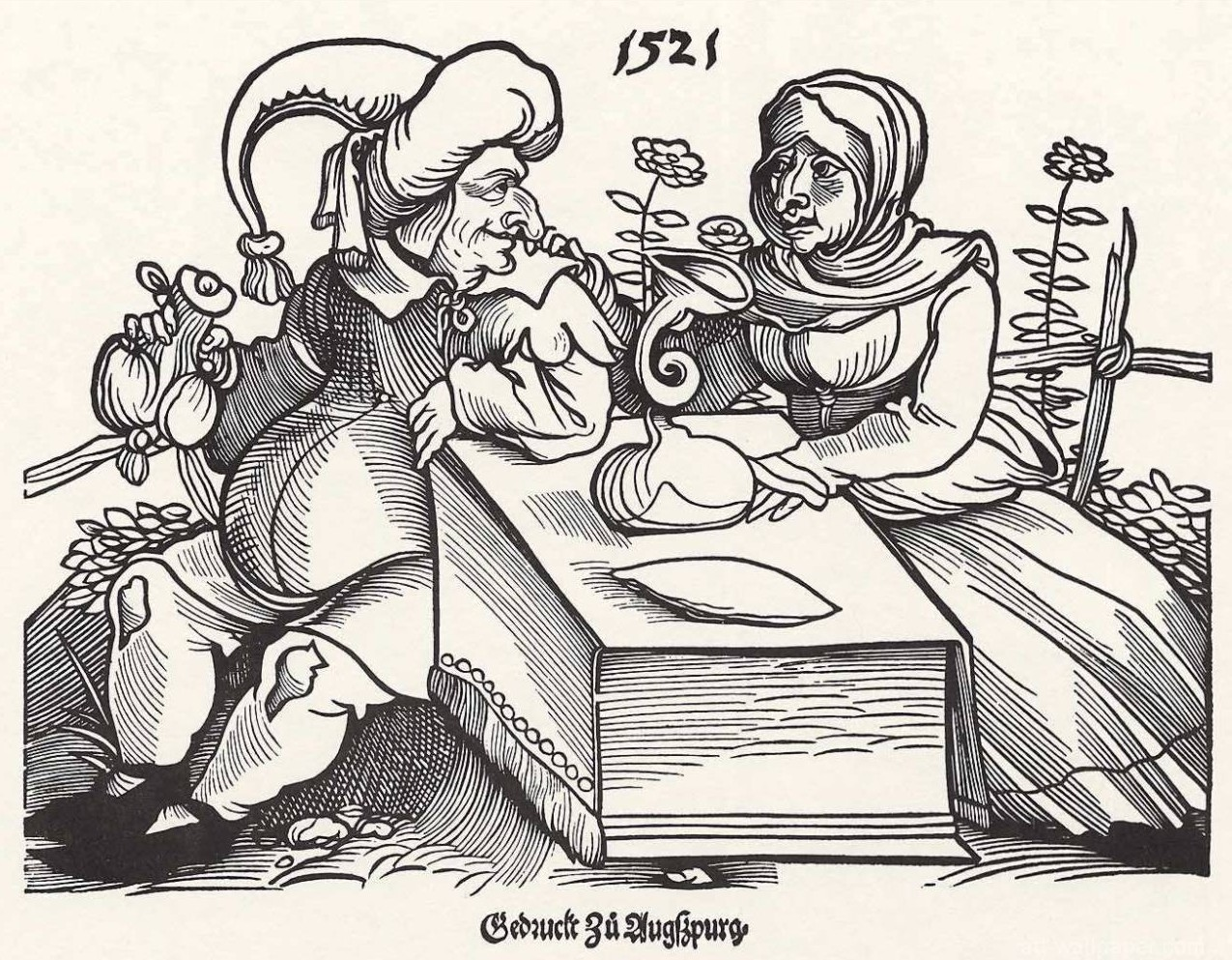
„Pijak ze swoją żoną” (1521)

Mistrz Ilustracji Petrarki popularność zyskał dzięki dowcipnym i pełnym życia ilustracjom, które dla kolejnych pokoleń stanowiły dobre źródło dokumentujące historię kultury w XVI-wiecznych Niemczech. Podczas okresu reformacji i wojen chłopskich, tematyczna trafność i aktualność rycin jeszcze bardziej zyskały na znaczeniu. Drzeworyty mistrza były kopiowane przez m.in. Rubensa.
 W najbardziej znanych drzeworytach pochodzących z dzieła Petrarki, Mistrz w sposób wręcz rewolucyjny interpretuje wydarzenia bieżące i wplata je w humanistyczne idee renesansowego poety. 

Mistrz pokazuje, jak żołdacy napadają na wieś, jak chłopi z chorągwią Związku trzewika otaczają rycerza, i z niebywałą śmiałością traktuje hierarchię stanową przedstawiając chłopów jako warstwę, z której czerpią siłę inne stany. Jednocześnie pokazywał chłopów wyniesionych ponad cesarza i papieża. (...) Nie ma w okresie reformacji podobnego przykładu sztuki zaktualizowanej, nie ma takiego, który by osiągnął tak wysoki poziom artystyczny.

Na drzeworytach artysta przedstawiał postacie z różnych sfer: od żebraków poprzez włóczęgów na kupcach i szlachcicach kończąc. Dodatkowo przedstawiał ich w charakterystycznych sytuacjach lub z ich wyróżniającymi, nierzadko prześmiewczymi atrybutami. I tak ukazywał chłopa za pługiem, obżarstwo żołdaka oraz przedstawiał hipokryzję księży i książąt w sprawowaniu urzędów. W pracach Mistrza Ilustracji Petrarki widać również wpływy włoskiego renesansu.